# Біґ-Сур

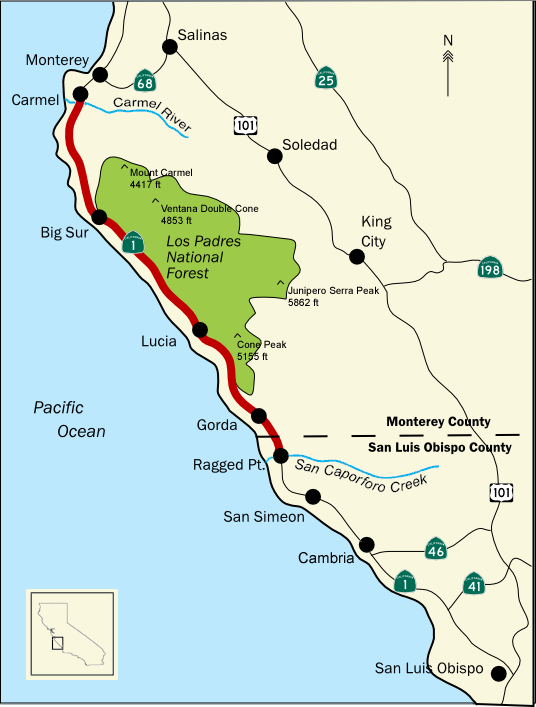
Карта Біґ-Сур

Біґ-Сур (англ. Big Sur) — малонаселений район узбережжя центральної Каліфорнії (США), де гірський хребет Санта-Люсія стрімко йде вгору від узбережжя Тихого океану.

## Місцевість
Мальовнича місцевість Біґ-Сур приваблює чисельних туристів. Гора Коун-Пік у Біґ-Сур — найвища прибережна гора в 48 штатах країни, височіє над рівнем моря приблизно на 1,6 км та розташована лише за 4,8 км від океану.
Хоча Біґ-Сур не має чітких меж, зазвичай район включає 145 км берегової лінії між річкою Кармель і бухтою Сан-Капрофоро, та сягає приблизно на 30 км углиб країни, до східних передгір'їв хребта Санта-Люсія. Інші джерела обмежують східні кордони береговими вершинами цих гір, що робить ширину Біґ-Сур лише 5-20 км. Північний кінець Біґ-Сур розміщується на відстані близько 193 км від Сан-Франциско, а південний кінець приблизно за 394 км від Лос-Анджелеса.

## Біґ-Сур у культурі
1940 року в Біґ-Сур оселився письменник Генрі Міллер — цьому періоду присвячений його автобіографічний роман «Біґ-Сур і апельсини Ієроніма Босха». Нині тут є будинок-музей Міллера. У Джека Керуака є роман «Біґ-Сур», який було написано 1961-го року.
Річард Бротіґан згадує Біґ-Сур у своєму першому романі «Генерал Конфедерації з Біґ-Сур», в якому герої намагаються знайти внутрішню свободу серед незайманих прадавніх скель і лісів Біґ-Сур.
Настільна операційна система від Apple, macOS Big Sur, оголошена 22 червня 2020 р. на WWDC, названа на честь цього регіону. Це добре посприяло відвідуваності та привабливості цього місця.

## Галерея

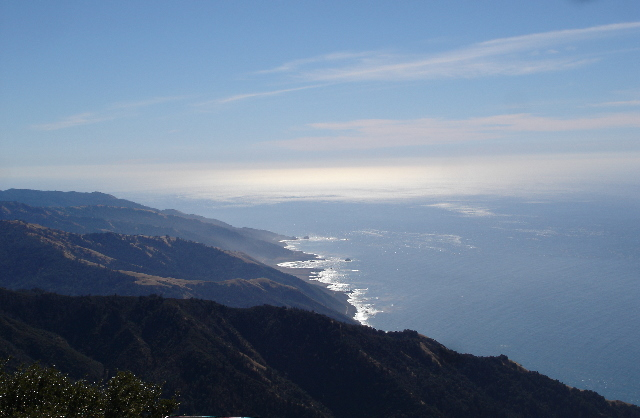
Біґ-Сур з вершини гори Коун-Пік.
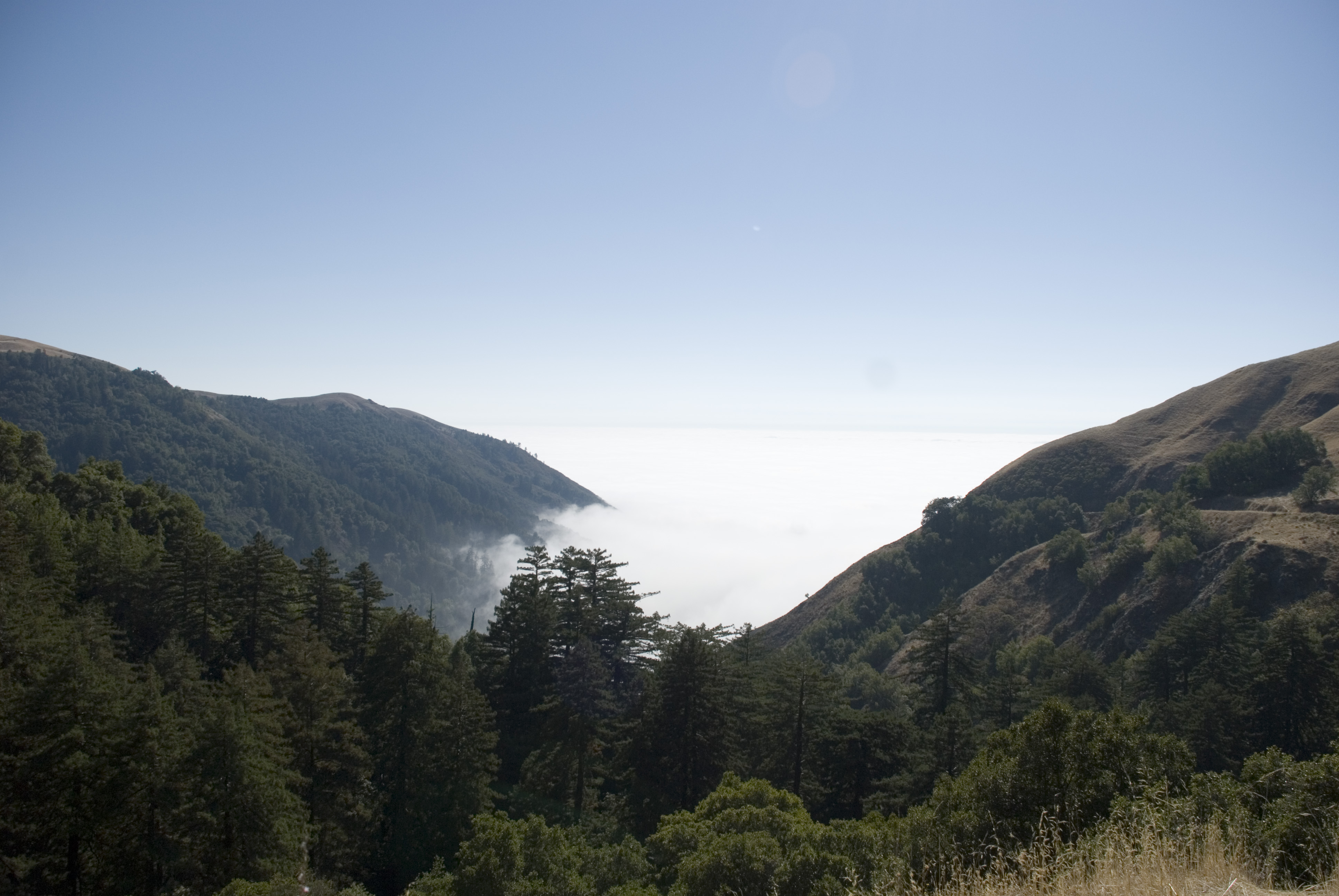
Вид на захід з дороги Насім'єнто-Фергюсон
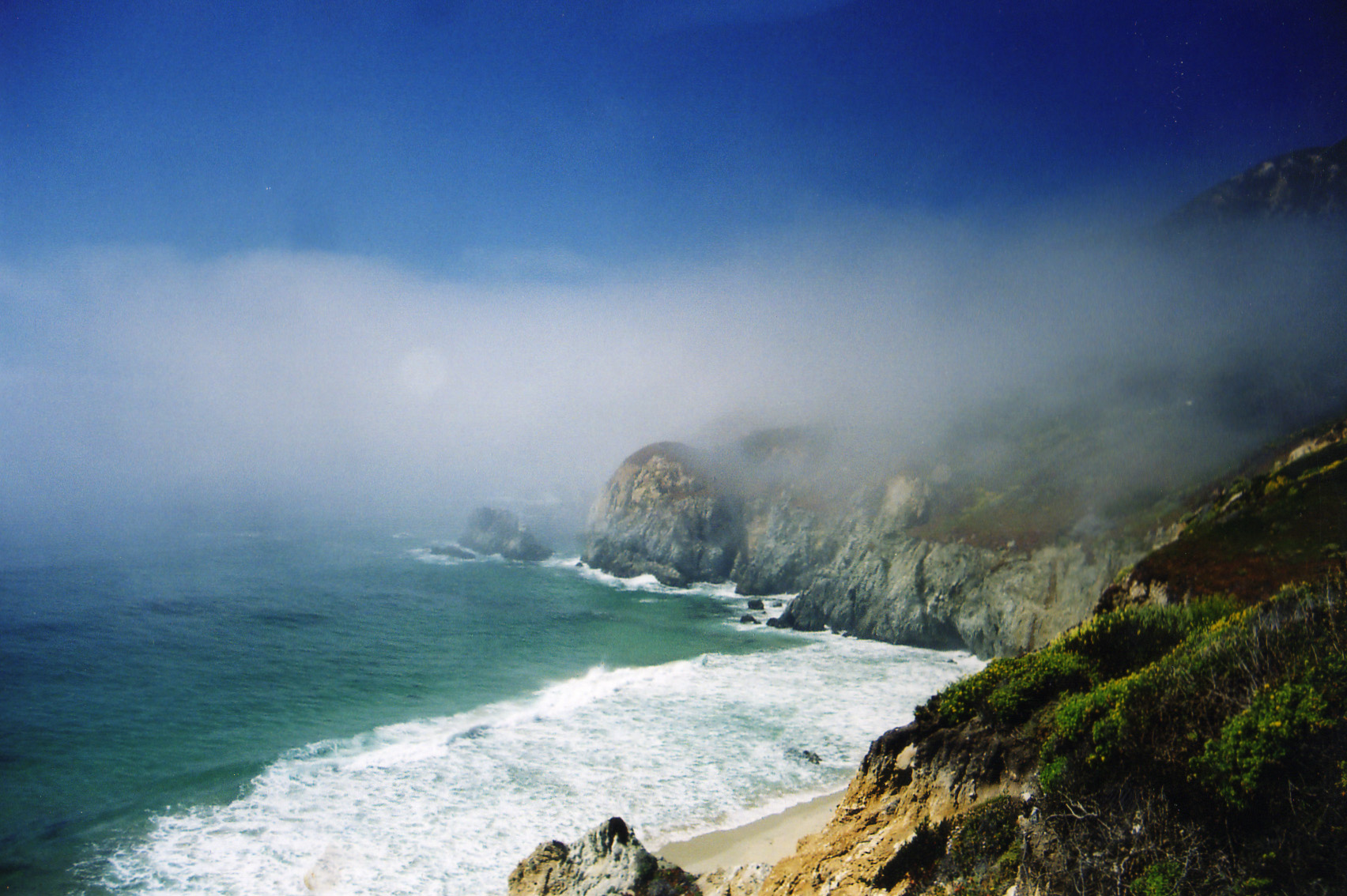
Туман з океану типовим літнім днем.
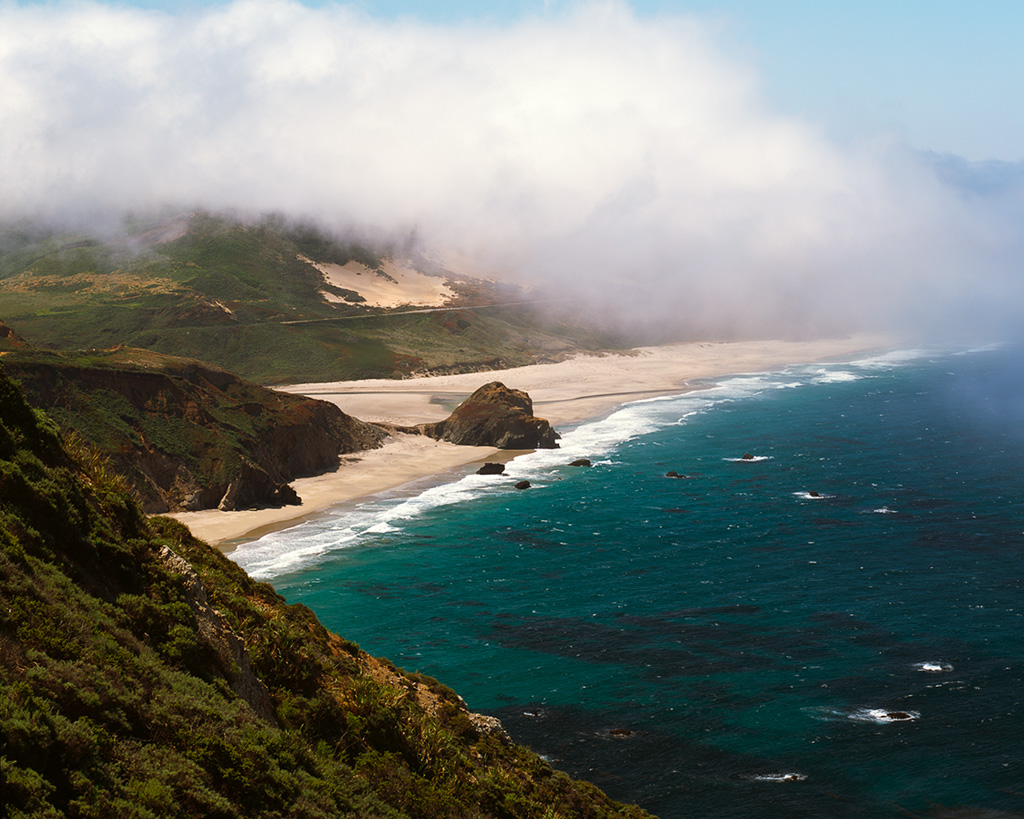
Узбережжя Біґ-Сур глядячи на південь.
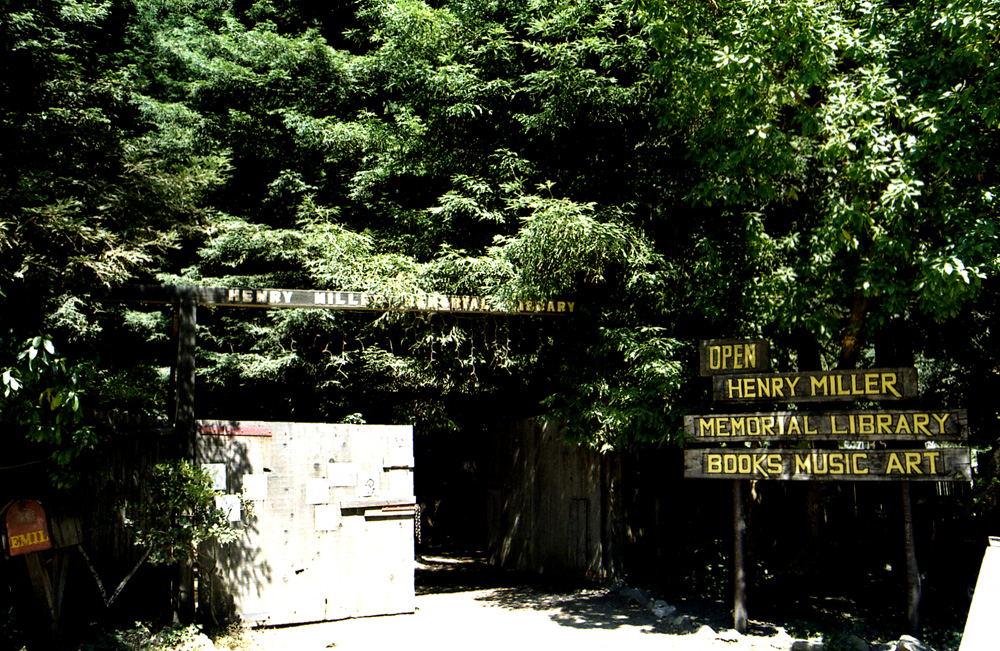
Письменник Генрі Міллер жив у Біґ-Сур в 1944-1962.
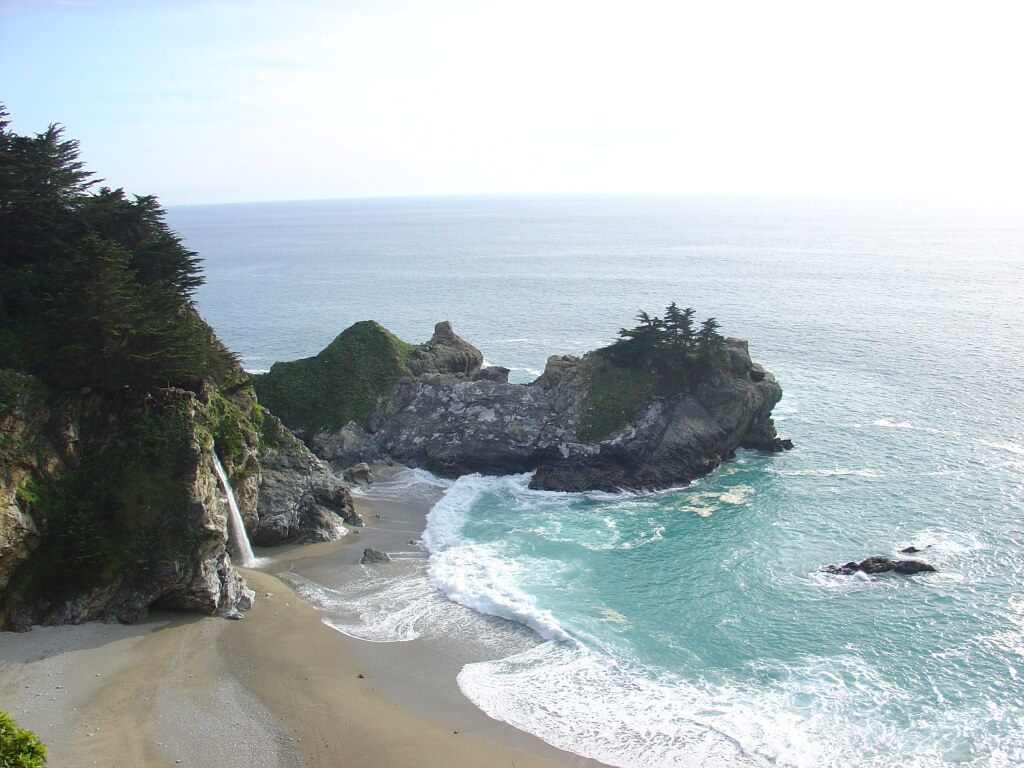
Печера Маквей та водоспади в парку Джулія Пфайфер Бернс.
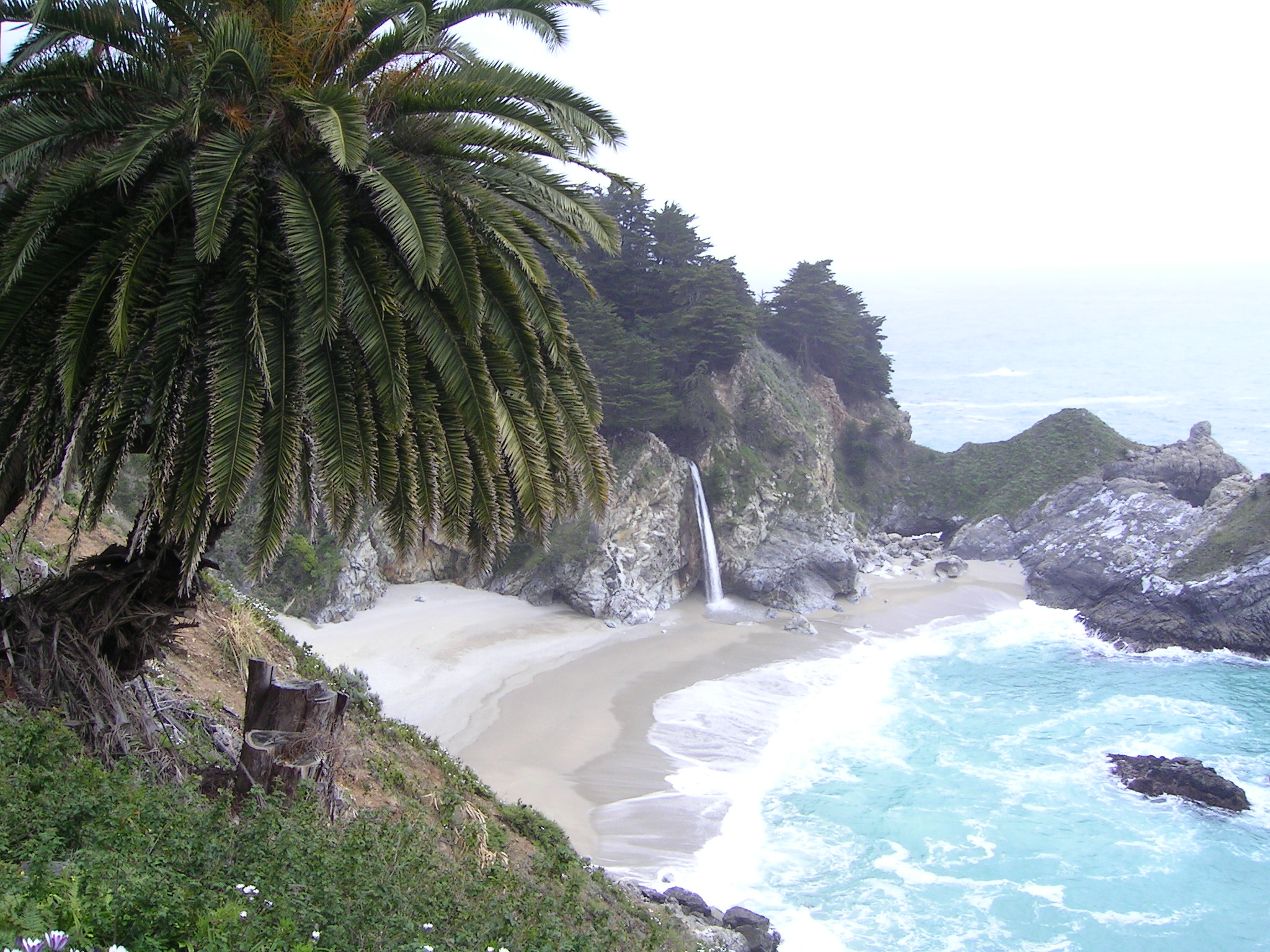
Печера Маквей. Колишні господарі висадили екзотичні рослини в середині 20-го століття.
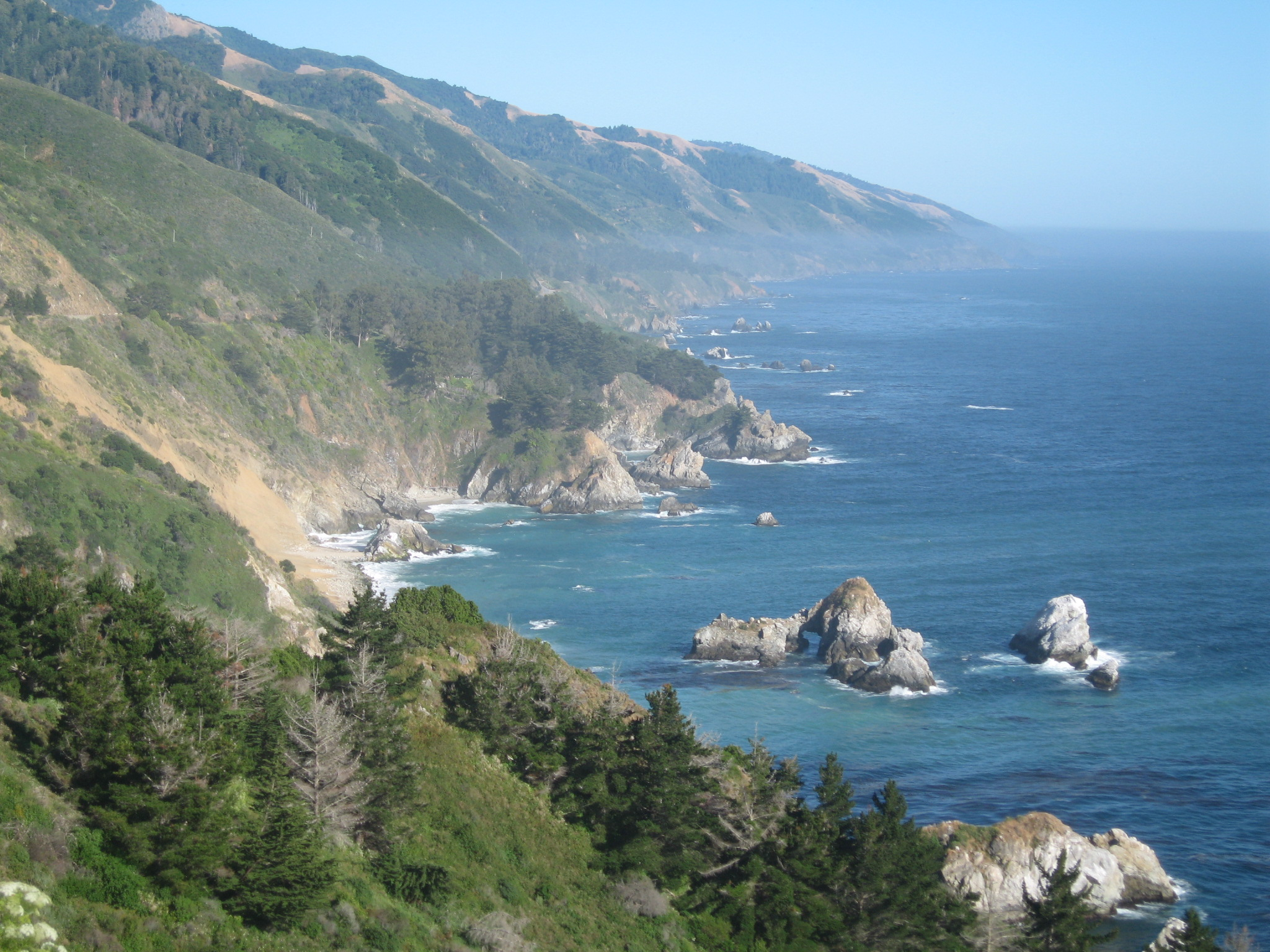
Узбережжя і скелі Маквей.
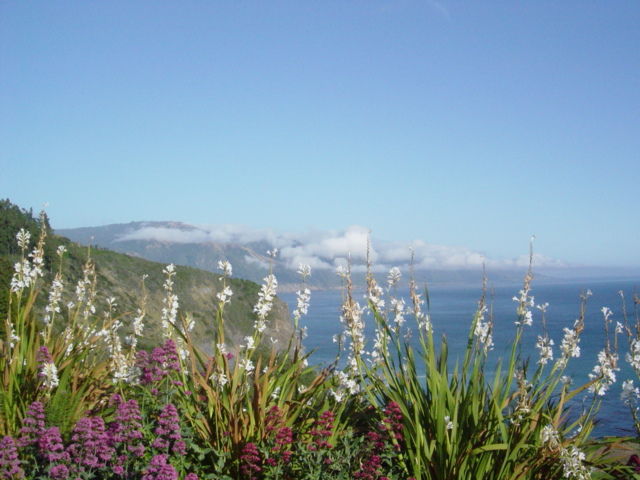
Узбережжя з хребта Санта-Люсія
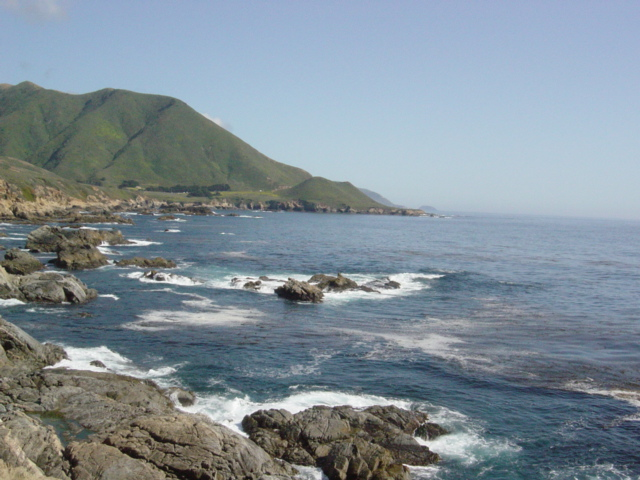
Узбережжя на 20 км на південь від річки Кармель
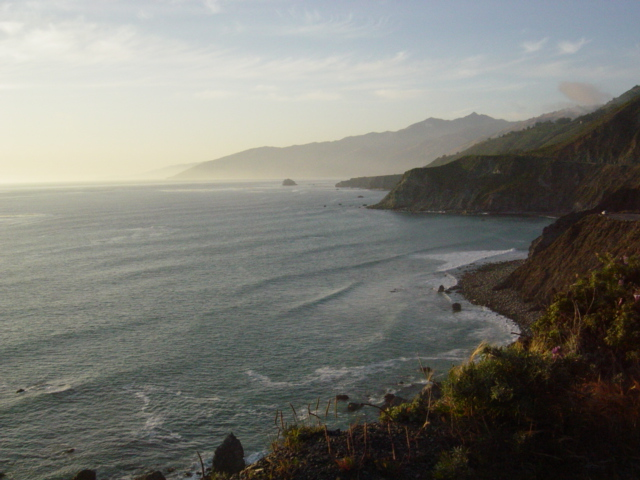
Біґ-Сур увечері